# الدوري الهولندي الممتاز 1892–93
الدوري الهولندي الممتاز 1892–93 (بالهولندية: Nederlands landskampioenschap voetbal 1892/93)‏ هو الموسم 5 من الدوري الهولندي الممتاز. أشرف على تنظيمه الاتحاد الملكي الهولندي لكرة القدم، وفاز فيه Koninklijke HFC ‏.